# 尼古拉·亚济科夫
尼古拉·亚济科夫（俄语：Никола́й Миха́йлович Язы́ков，1803年3月16日—1847年12月26日）俄罗斯诗人、斯拉夫派，在1820年代与亚历山大·普希金和叶夫根尼·巴拉廷斯基同为当时俄罗斯最受欢迎的诗人。